# 35 ans déjà...
35 ans déjà... è un cofanetto postumo della cantante italo-francese Dalida, pubblicato il 29 aprile 2022 da Universal Music France.
È composto da 3 CD, 2 vinili e 1 DVD corredati da un libretto illustrato di 48 pagine.
L'album raccoglie canzoni in lingua francese, in italiano, arabo, inglese, spagnolo, tedesco ed ebraico, per celebrare il trentacinquesimo anniversario della scomparsa dell'artista.
All'interno si trova, inoltre, una nuova versione remixata del singolo Mourir sur scène che, nella sua edizione originale, l'8 ottobre 2021 aveva ricevuto la certificazione "disco di diamante" per aver oltrepassato il milione di vendite. Per questo nuovo remix, è stata anche creata una clip video che è stata pubblicata sul canale YouTube ufficiale della cantante il 22 aprile 2022.
Nel DVD, oltre ad una nuova versione attualizzata e rimasterizzata del film Dalida pour toujours, sono state inserite due clip inedite su disco per i brani Paroles, paroles e Il venait d'avoir 18 ans.
Il cofanetto è stato pubblicato in edizione limitata e numerata.

## Tracce (CD)

### CD 1 - 35 ans déjà...
1. Mourir sur scène (versione remix 2022)
2. Fini, la comédie
3. Amoureuse de la vie
4. Une femme à 40 ans
5. Eux
6. Les hommes de ma vie
7. À ma manière (versione remix 1996)
8. Lucas
9. Il venait d'avoir 18 ans
10. Pour en arriver là
11. Avec le temps
12. Pour ne pas vivre seul
13. Une vie
14. Je suis malade
15. Il pleut sur Bruxelles
16. Histoire d'un amour
17. Ciao amore, ciao
18. Quand on n'a que l'amour
19. Mourir sur scène (versione originale)
20. Voilà pourquoi je chante (versione integrale)

### CD 2 - 35 ans déjà...
1. Laissez-moi danser
2. Paroles, paroles (in duo con Alain Delon)
3. J'attendrai
4. Besame mucho
5. Comme disait Mistinguett
6. Salma ya salama (versione in francese)
7. Le Lambeth Walk (versione in francese)
8. Il faut danser reggae
9. Rio do Brasil
10. Problemorama
11. Femme est la nuit
12. Gigi l'amoroso
13. Gigi in Paradisco (versione ridotta)
14. Le temps des fleurs
15. Les enfants du Pirée
16. Ciao ciao, bambina
17. Love in Portofino
18. Come prima (Tu me donnes)
19. Gondolier
20. Bambino

### CD 3 - International
1. Aranjuez la tua voce
2. Bang bang
3. Cominciamo ad amarci
4. L'ultimo valzer
5. Mama
6. La danza di Zorba
7. La colpa è tua
8. The Lambeth Walk (versione in inglese)
9. Alabama song
10. Little words
11. Kalimba de Luna (versione in inglese)
12. Helwa ya Baladi
13. Salma ya salama (versione in arabo)
14. El Cordobes (versione in spagnolo)
15. Tu nombre
16. Soleil mi sol
17. Am tag als der regen kam (versione 1980)
18. Spiel balalaika
19. Wenn die soldaten
20. Hene ma tov
21. Hava naguila
22. Lebnane

## Tracce (LP)

### Disco 1 - 35 ans déjà...

#### Lato A
1. Mourir sur scène (versione remix 2022)
2. Fini, la comédie
3. Une femme à 40 ans
4. Eux
5. Il venait d'avoir 18 ans
6. À ma manière (versione remix 1996)

#### Lato B
1. Pour en arriver là
2. Avec le temps
3. Pour ne pas vivre seul
4. Ciao amore, ciao
5. Je suis malade
6. Mourir sur scène (versione originale)

### Disco 2 - 35 ans déjà...

#### Lato A
1. Laissez-moi danser
2. Paroles, paroles (in duo con Alain Delon)
3. J'attendrai
4. Besame mucho
5. Gigi l'amoroso

#### Lato B
1. Le temps des fleurs
2. Histoire d'un amour
3. Come prima (Tu me donnes)
4. Love in Portofino
5. Les enfants du Pirée
6. Itsi bitsi petit bikini
7. Bambino

## Tracce (DVD)

### DVD - Dalida pour toujours
1. Dalida pour toujours (film - nuova attualizzazione e rimasterizzazione 2022)
2. Paroles, paroles (clip - inedito su DVD)
3. Il venait d'avoir 18 ans (clip - inedito su DVD)